# Център за астрономически данни (Страсбург)
Страсбургският астрономически център за данни (CDS) е посветен на събирането и разпространението на астрономически данни в световен мащаб. Той е домакин на световната референтна база за идентифициране на астрономически обекти със следните мисии:
- да събира полезна информация относно астрономически обекти в компютърна база данни;
- да разпространява тази информация сред международната астрономическа общност;
- да провежда изследвания, използвайки тези данни.

CDS е създаден през 1972 г. от Националния институт по астрономия и геофизика (INAG), който оттогава се превръща в Национален институт на науките за Вселената (INSU), в координация с университета „Луи-Пастьор“ (университета в Страсбург).
Основните услуги на CDS са СИМБАД, референтната база данни за идентификация и библиография на астрономически обекти (извън Слънчевата система) VizieR, която събира астрономически каталози и таблици, публикувани в академични списания, и Aladin – интерактивен небесен атлас, който дава възможност за визуализиране на астрономически изображения, идващи от наземни и космически обсерватории или предоставени от потребителя и данни, идващи от услугите на CDS или други бази данни като NED.